# 碱地肤
碱地肤（学名：Kochia scoparia var. sieversiana）为藜科地肤属下的一个变种。产中国黑龙江、吉林、辽宁、内蒙古、河北、山西、陕西、甘肃、宁夏、青海、新疆。生于山沟湿地、河滩、路边、海滨等处。